# Isopeda prolata
Isopeda prolata is een spinnensoort in de taxonomische indeling van de jachtkrabspinnen (Sparassidae).
Het dier behoort tot het geslacht Isopeda. De wetenschappelijke naam van de soort werd voor het eerst geldig gepubliceerd in 1992 door Arthur Stanley Hirst.